# The Four Horsemen
Pour l’article homonyme, voir Four Horsemen.
Pistes de Kill 'Em All
Hit the Lights Motorbreath
The Four Horsemen est la 2e piste du premier album du groupe Metallica,  Kill 'Em All, sorti en juillet 1983 et dure 7 min 13 (soit la plus longue chanson de l'album). La chanson originale appelée The Mechanix avait différentes paroles et a été écrite par Dave Mustaine pendant qu'il faisait partie du groupe. Après qu'il eut été évincé de Metallica, Mustaine a inclus la chanson sur le premier album de son nouveau groupe Megadeth : Killing Is My Business... and Business Is Good! sorti en 1985 avec le titre changé en Mechanix, les paroles initiales et un tempo beaucoup plus rapide. Après l'éviction de Mustaine, Hetfield a réécrit les paroles et Hammett a ajouté un nouveau solo de guitare au milieu de la chanson. Cette partie est rarement jouée quand le groupe interprète la chanson en concert.
The Four Horsemen est une des chansons préférées des fans du groupe et est jouée régulièrement en concert ; d'ailleurs le titre du morceau est devenu le surnom du groupe.
Comme le titre le suggère les paroles parlent de la fin du monde et de l'apocalypse, faisant référence au texte biblique des Quatre Cavaliers de l'Apocalypse. Cependant, beaucoup croient que la chanson parle des membres de Metallica eux-mêmes en tant que cavaliers.
Les paroles citent les cavaliers du Temps, de la Faim, de la Peste et de la Mort. Cependant, dans l'Apocalypse, le temps n'est pas représenté par un cavalier ; la Guerre l'est. Metallica a remplacé la Guerre par le Temps en raison de leur position pacifiste.
Pendant le bridge de la chanson on peut entendre la voix de Cliff Burton en train de doubler le chant principal de façon horrifique.
La chanson est présente dans l'épisode 8 de la saison 2 de Stranger Things (2017). également  presente dans le b.o X-Men: Apocalypse